# 楊壽 (弘治進士)
楊壽（1466年—？），字德邵，順天府涿州人，民籍，明朝政治人物。

## 生平
順天府鄉試第一百二十八名舉人。弘治六年（1493年）中式癸丑科會試第二百六十八名，二甲第七十四名進士。

## 家族
曾祖楊永富；祖父楊淵，贈吏部員外郎；父楊景，江西左參議。母郗氏（封宜人）。永感下。